# Палаццо Блю
Палаццо Блю (итал. Palazzo Blu — Голубой дворец) — Палаццо Джули Россельмини Гуаланди (Palazzo Giuli Rosselmini Gualandi), бывший аристократический дворец, расположенный в историческом центре Пизы, Тоскана, Центральная Италия, по адресу 9 Lungarno Gambacorti. Ныне центр временных художественных выставок и культурных мероприятий. Находится в ведении Фонда Палаццо Блю (Fondazione Palazzo Blu). Название происходит от синего цвета, обнаруженного во время архитектурной реставрации, и приписывается вкусу владельцев, которые приобрели дворец в XVIII веке.

## История
Графы Джули жили во дворце до 2001 года, несмотря на то, что палаццо пережил катастрофические события, когда во время Второй мировой войны он был занят войсками союзников. Фонд «Cassa di Risparmio di Pisa» (Сберегательный банк Пизы) разместил в здании свою штаб-квартиру и выкупил дворец, чтобы превратить его в центр культуры и искусства под названием «BLU — Centro d’Arte e Cultura».

## Экспозиция музея

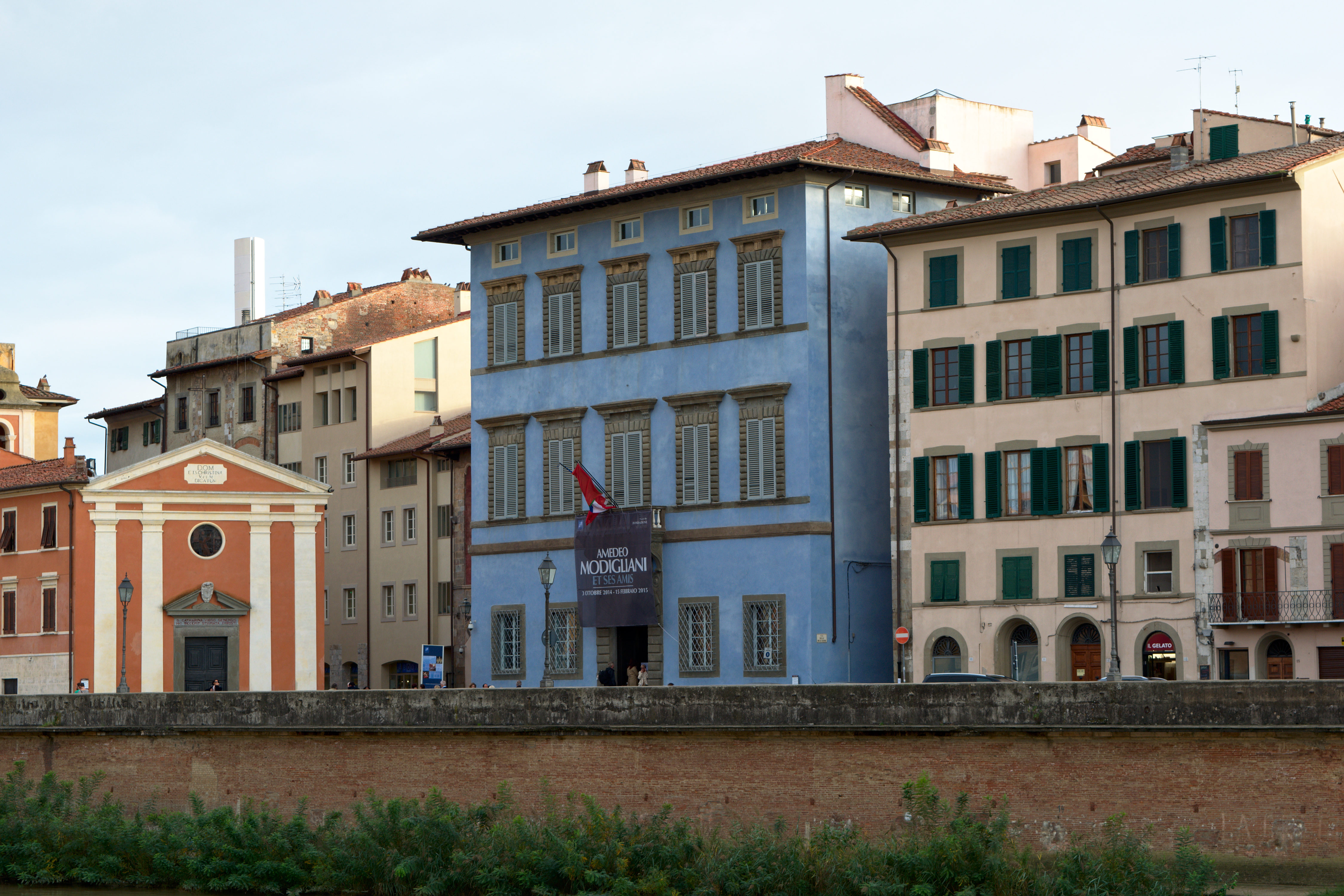
Палаццо Блю. Пиза

Постоянная экспозиция палаццо разделена на три отдела: художественная коллекция Фонда на втором этаже и коллекция Симонески (нумизматика и древности) на первом этаже здания. В художественном собрании представлены картины Франческо да Вольтерра, Гетто ди Якопо, Аньоло Гадди, Чекко ди Пьетро, Таддео ди Бартоло, Беноццо Гоццоли, Винченцо Фоппа, Аурелио Ломи, Иль Чиголи, Орацио Джентилески, Артемизия Джентилески, Джованни Баттиста Темпести, Жан Батист Демарэ, Джузеппе Безцуоли, Луиджи Джоли. Из богатой коллекции XX века: Умберто Витторини, Мино Рози, Ферруччо Пиццанелли и Фортунато Беллонци.
Коллекция Cassa di Risparmio di Pisa также включает в себя коллекцию Симонески (из Палаццо Симонески), которая включает в себя обширный репертуар предметов старины и примечательную нумизматическую коллекцию, а также коллекцию гравюр на дереве, офортов и литографий пизанского художника Джузеппе Вивиани. Номера оформлены в стиле восемнадцатого века и обставлены старинной мебелью и предметами интерьера.
Часть монет и медалей из коллекции Симонески была оцифрована в 2013 году для создания интерактивной цифровой консультационной системы. В настоящее время система установлена на интерактивном киоске внутри постоянной экспозиции, и с ней также можно работать онлайн.
С 25 апреля 2015 года для посещения открыт подвал дворца, где выставлено множество предметов археологического происхождения, найденных во время реставрации: в основном это предметы повседневного обихода, от античности до XIX века.
Другие помещения дворца отведены под временные выставки художников XX века.

## Избранные произведения музея

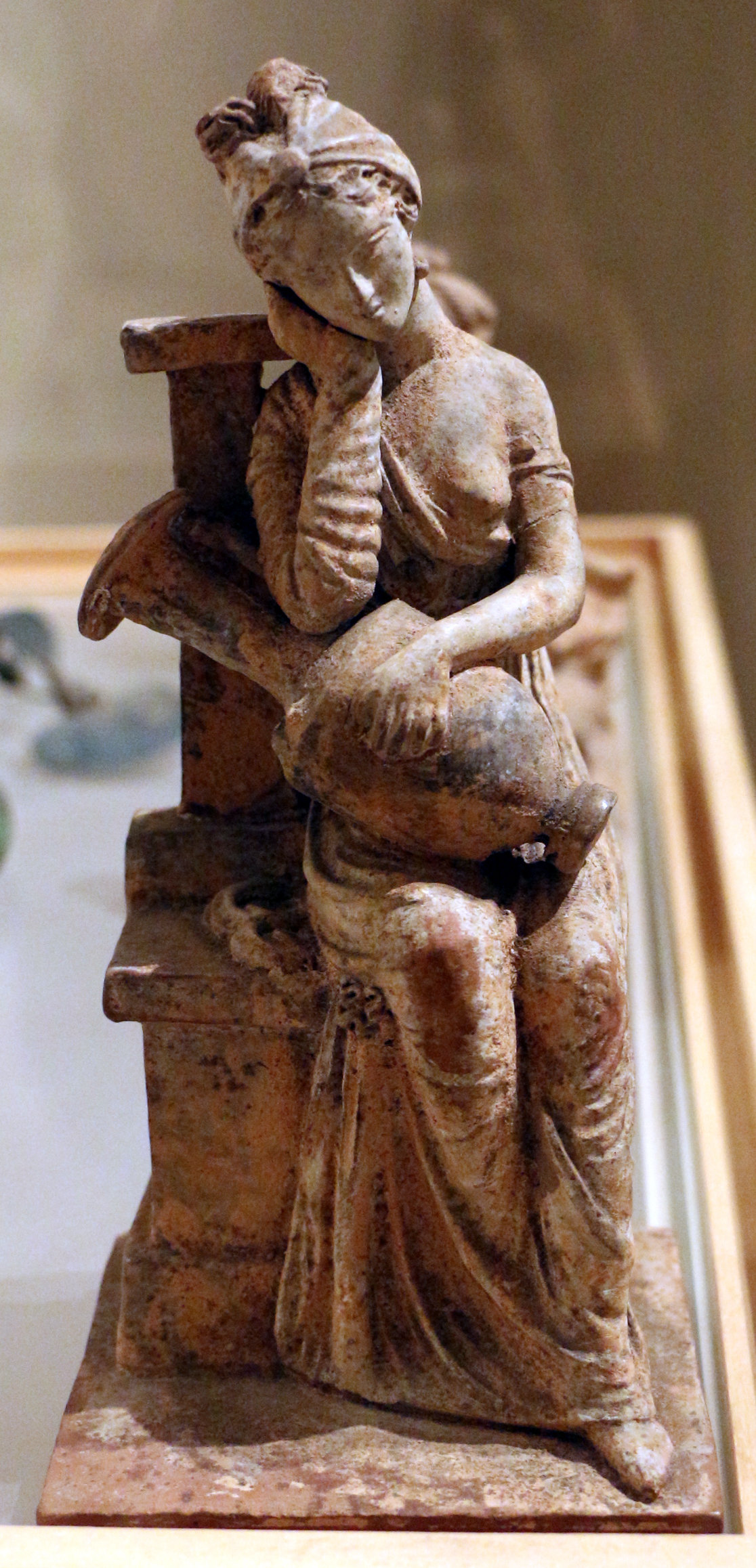
Женская фигура. Танагра (?). III-II в. до н. э. Терракота
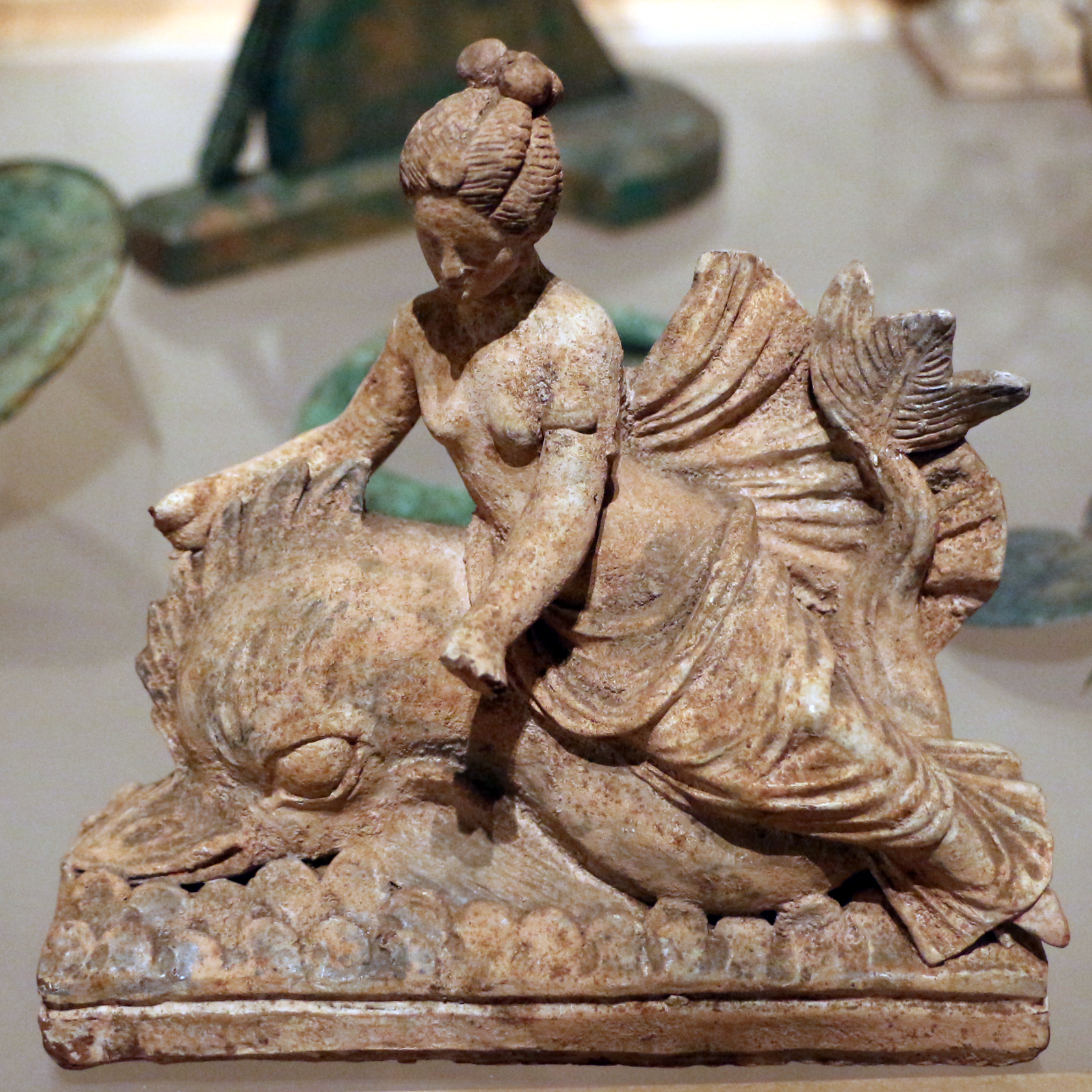
Нереида на дельфине. III-II в. до н. э. Терракота
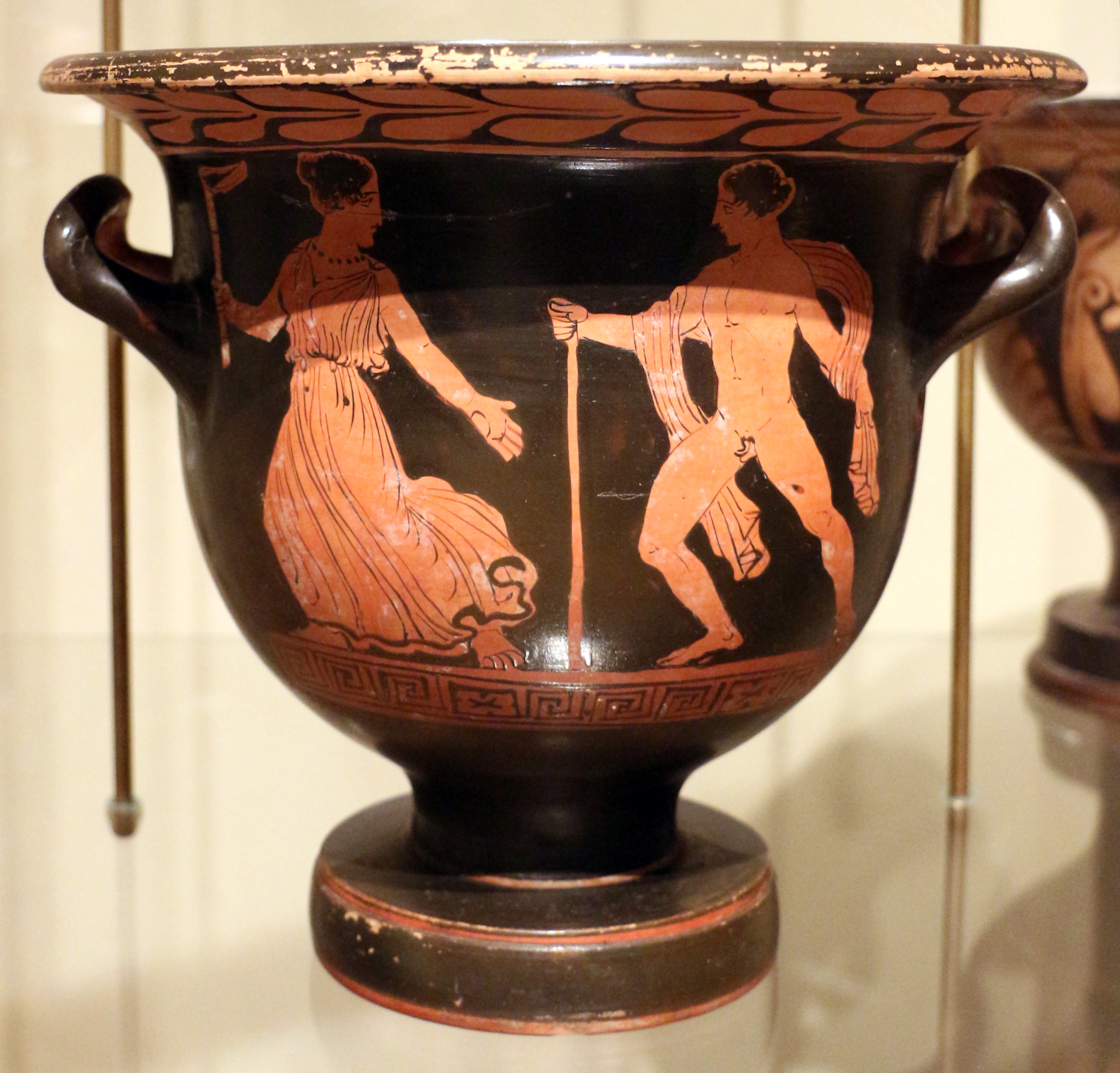
Кратер. Краснофигурная роспись. 350 г. до н. э. Керамика. Кампания, Италия
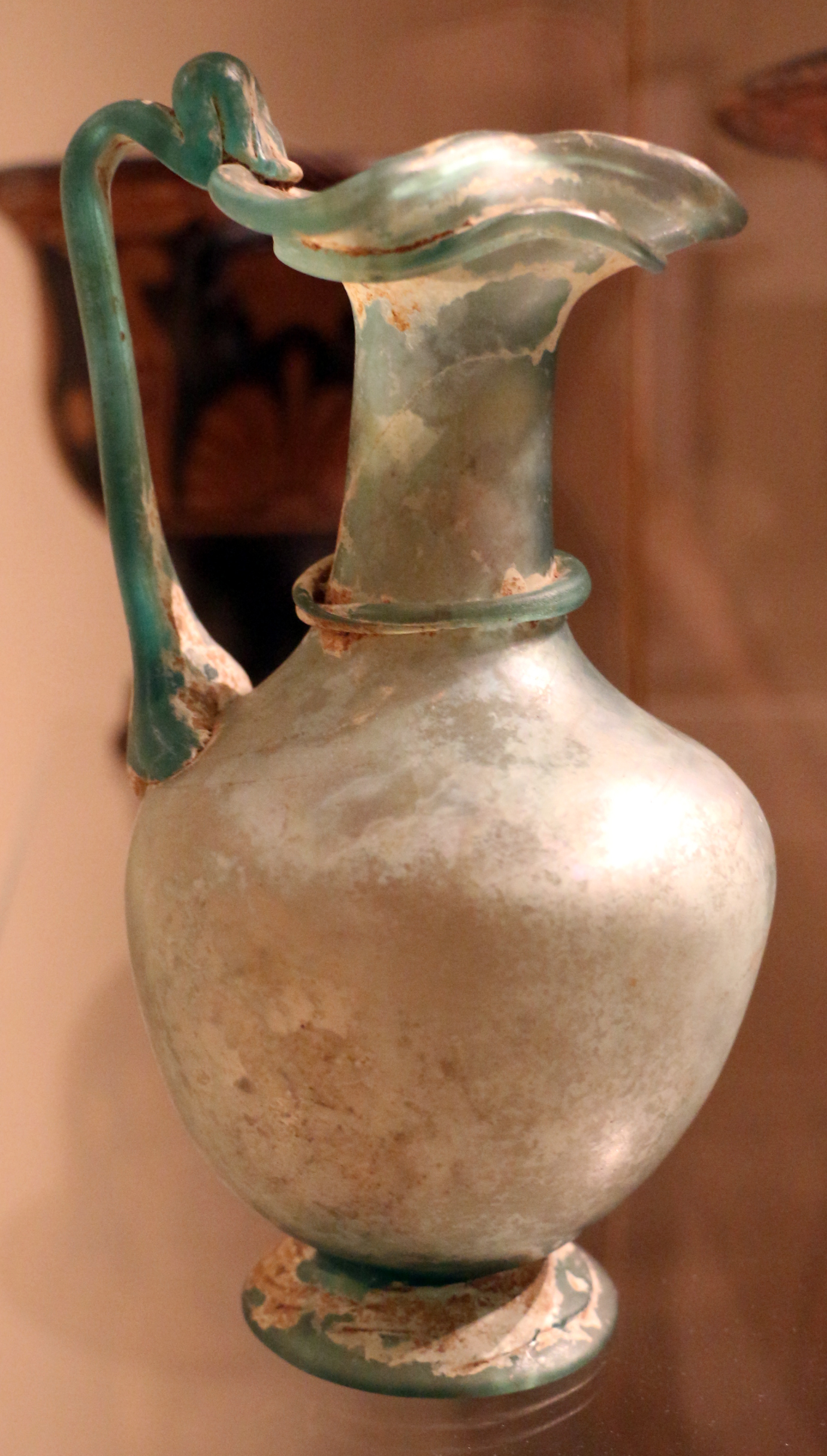
Кувшин. V-VI в. Стекло
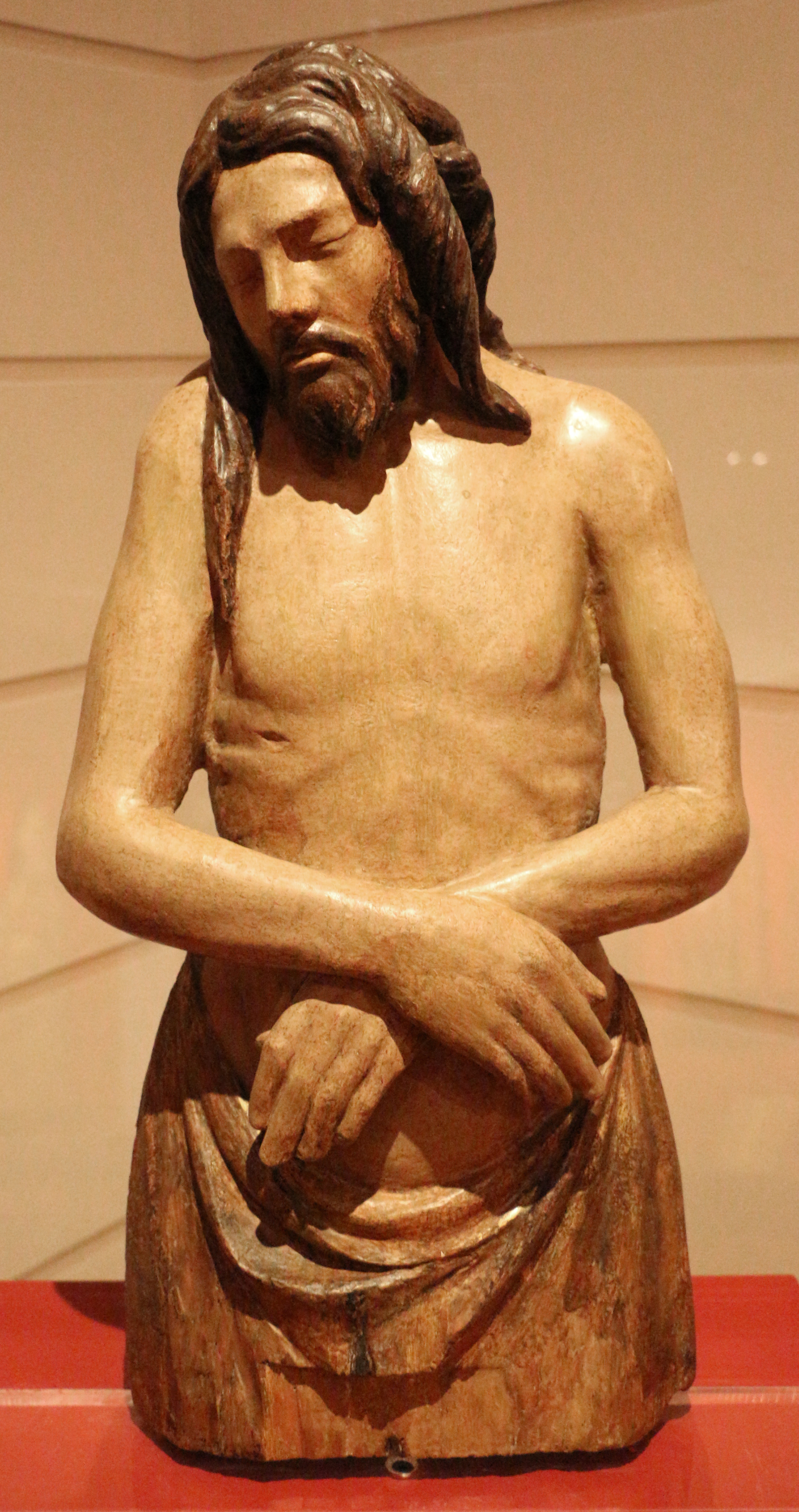
Нино Пизано. Христос скорбящий. Дерево
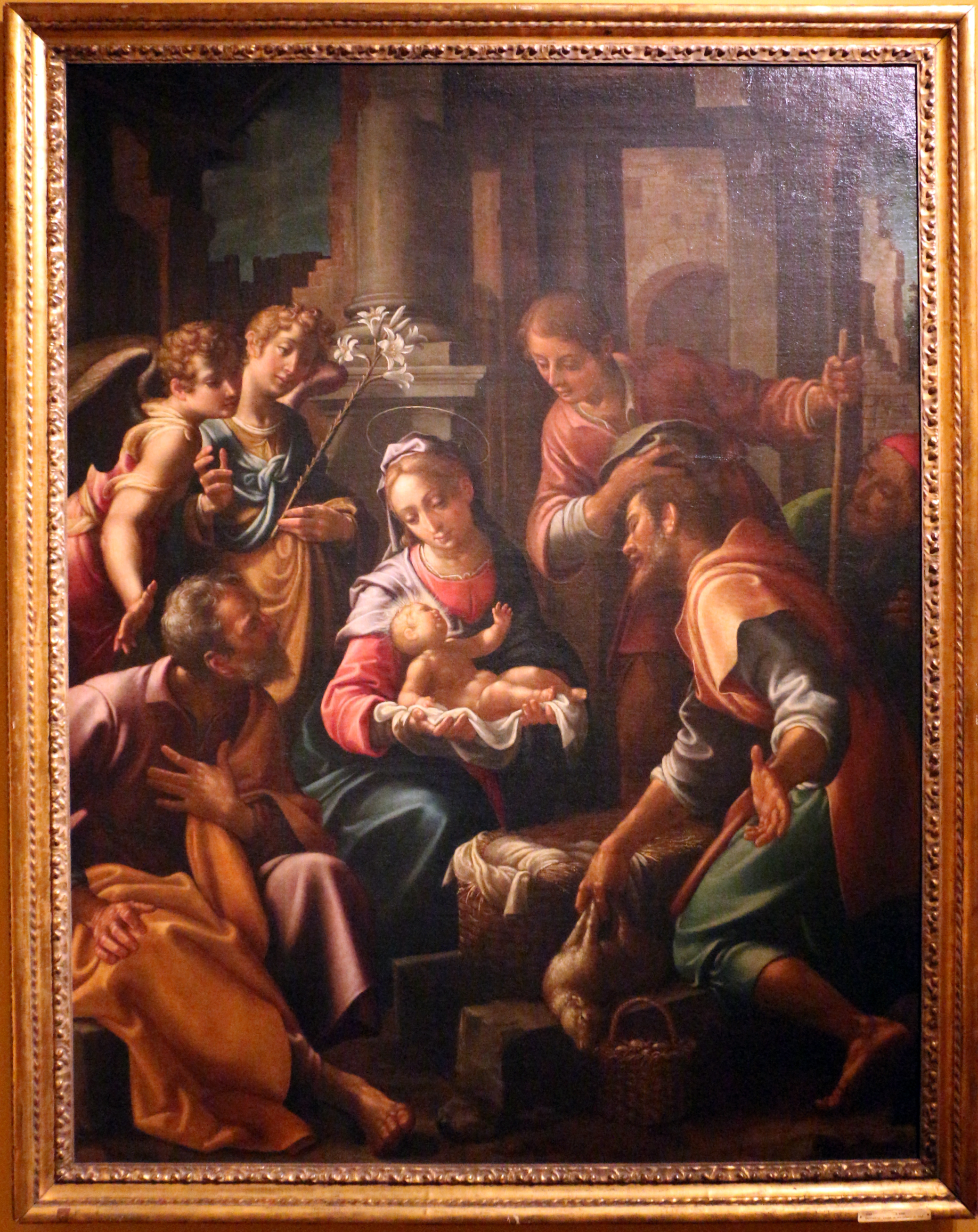
Аурелио Ломи. Поклонение пастухов. Палаццо Блю, Пиза
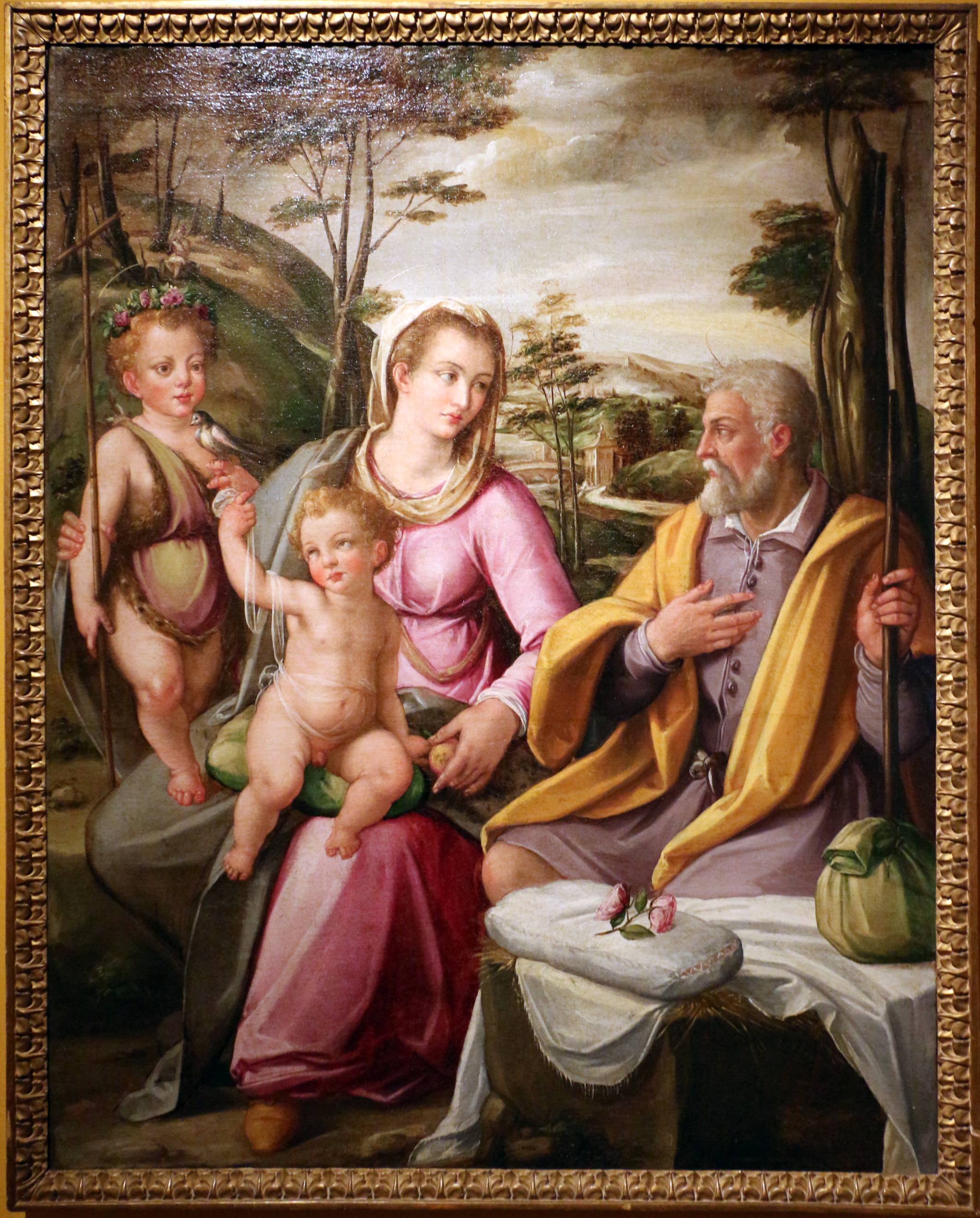
Баччо Ломи. Святое семейство с младенцем Иоанном Крестителем. Между 1560 и 1590. Холст, масло
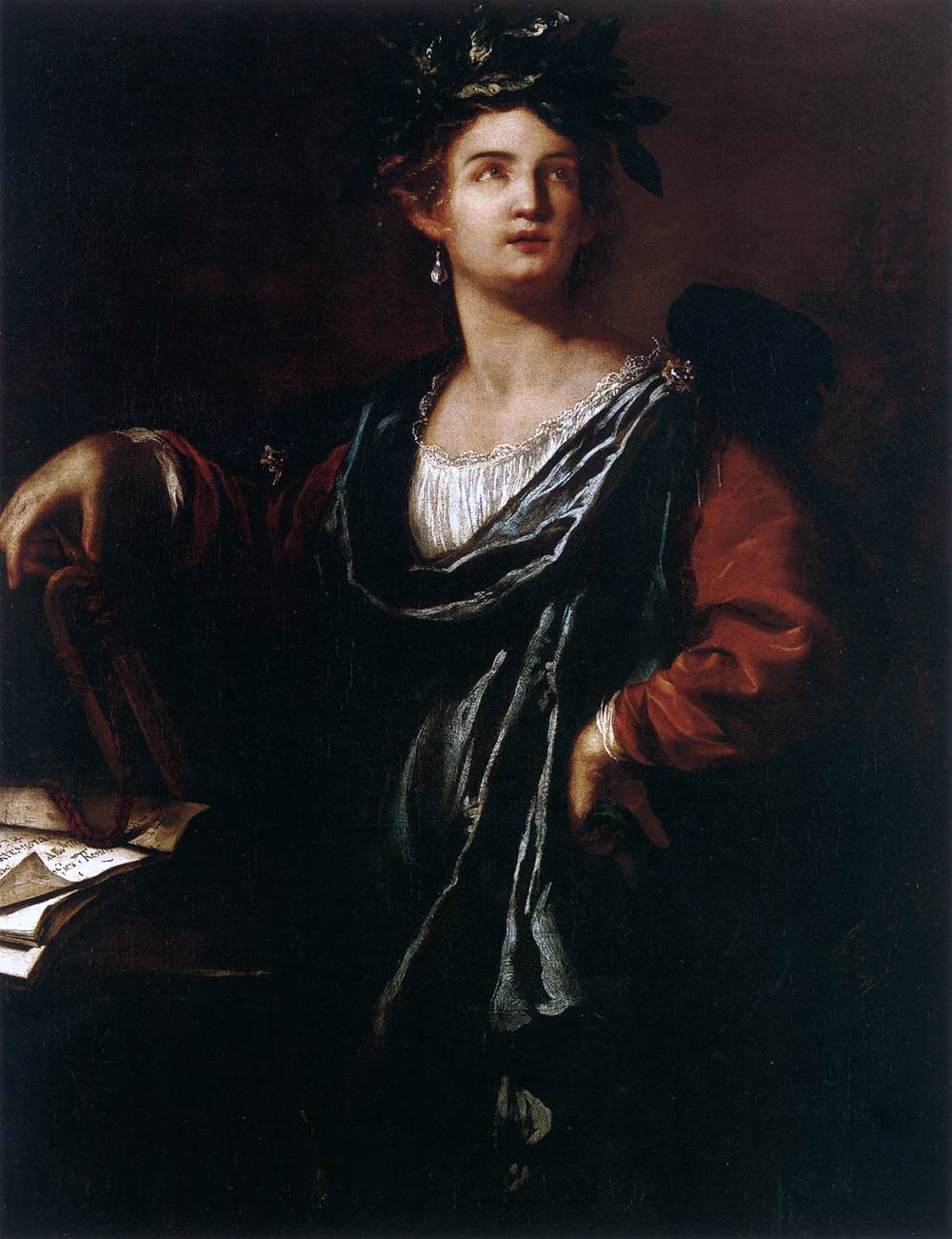
Артемизия Джентилески. Клио, муза истории. 1632. Холст, масло